# Timothy Mason
Timothy Wright Mason, kurz Tim Mason (* 2. Februar 1940 in Birkenhead, England; † 5. März 1990 in Rom), war ein britischer marxistischer Historiker. Mason legte ein Standardwerk zur Sozialgeschichte des nationalsozialistischen Deutschlands sowie Aufsätze über die Triebkräfte der Außenpolitik des NS-Regimes und die Rolle der Arbeiterklasse in den faschistischen Staaten Europas vor. 1981 prägte er die Begriffe Intentionalismus und Funktionalismus, die sich als Bezeichnungen der beiden konkurrierenden Hauptströmungen der NS-Forschung weitgehend durchgesetzt haben.

## Leben
Timothy Mason wurde als Sohn der Lehrer Walter Wright Mason (1911–1985) und Isabel Anna Mason, geb. Smith (1911–1990), in Birkenhead geboren. Er studierte am St Antony’s College der Universität Oxford und lehrte ebenda von 1971 bis 1984 Deutsche und Europäische Geschichte. 1976 gehörte Mason zu den Gründern des History Workshop Journal, das sich in den Anfangsjahren als Zeitschrift sozialistischer Historiker verstand. 1984 übersiedelte er nach Italien, wo er einen Lehrauftrag an der Universität Trient annahm. Er veröffentlichte viele seiner größeren Arbeiten zuerst in deutscher Sprache. Mason litt an Depressionen und nahm sich 1990 das Leben.

## Werk
Als junger Historiker wurde Mason nach ersten Veröffentlichungen in der Zeitschrift Past & Present durch seine Kritik an frühen marxistischen Analysen des Nationalsozialismus, die Hitler und die NSDAP als unselbständige Vertreter politischer und ökonomischer Interessen der Monopolbourgeoisie interpretierten, bekannt. Zwar war für Mason Geschichte grundsätzlich die Geschichte von Klassenkämpfen, doch galt für den deutschen Faschismus nach seiner Auffassung in letzter Instanz nicht der Primat der (kapitalistischen) Ökonomie, sondern der Primat der Politik (der allerdings – was häufig übersehen wird – nach Mason wiederum nicht „aus der Politik“, sondern in erster Linie aus den spezifischen ökonomischen Widersprüchen und Krisenerscheinungen der 1930er Jahre zu erklären ist). Für Mason war es „offensichtlich“, dass „die Innen- und Außenpolitik der nationalsozialistischen Staatsführung ab 1936 in zunehmendem Maße von der Bestimmung durch die ökonomisch herrschenden Klassen unabhängig wurde, ihren Interessen sogar in wesentlichen Punkten zuwiderlief.“ Dies sei „einmalig in der ganzen Geschichte der bürgerlichen Gesellschaft“, und genau hier bestehe der eigentliche Erklärungsbedarf. Mason begründete seine Auffassung allerdings nicht theoretisch, sondern verwies strikt empirisch auf die Quellen. Die DDR-Historiker Eberhard Czichon, Dietrich Eichholtz und Kurt Gossweiler haben 1968 versucht, Masons Argumentation in ausführlichen Aufsätzen zu entkräften.
Masons Hauptwerk ist die 1965 bis 1967 im Zentralinstitut für sozialwissenschaftliche Forschung der Freien Universität Berlin erstellte umfangreiche Studie Arbeiterklasse und Volksgemeinschaft (1975, 1977 ohne den Quellenteil neu herausgegeben als Sozialpolitik im Dritten Reich, vgl. die Anmerkung unten). Darin formulierte er die These, dass die Naziführung auch nach 1933 stets mit der Möglichkeit einer von der Arbeiterklasse getragenen Revolution nach dem Muster des Jahres 1918 gerechnet habe. Diese Disposition hätte zum Ende der 30er Jahre noch an Bedeutung gewonnen, da die Vollbeschäftigung die autoritäre „Kontrolle über den Arbeitsmarkt“ untergraben habe. Nach 1918 habe die Arbeiterbewegung dem Staat und den Unternehmern diese Kontrolle in Ansätzen streitig gemacht, dann aber wieder verloren: „Zusammen mit den Arbeiterparteien und den Betriebsräten hatten sie die Arbeitgeber gezwungen, die Kontrolle über den Arbeitsmarkt mit ihnen zu teilen. Bei 1 Mill. Arbeitslosen war diese Position noch zu halten; bei 6 Mill. war sie hoffnungslos verloren. Und die Arbeitgeber waren entschlossen, sich ihre vorläufige, durch die Massenarbeitslosigkeit gewährleistete Rückeroberung des Arbeitsmarkts nicht mehr streitig machen zu lassen.“ Unter faschistischen Bedingungen aber habe jede Forderung nach Lohnerhöhung und Verbesserung der Arbeitsbedingungen politische Sprengkraft entwickelt; diese latente Krise habe bei der Entscheidung für den Krieg eine wesentliche Rolle gespielt. An dieser Argumentation entzündete sich eine ausgedehnte Debatte – unter anderem mit Richard Overy – über die Frage, ob die wirtschaftliche Lage Deutschlands für den Entschluss zum Krieg maßgeblich gewesen sei.
Als marxistischer „Funktionalist“ lehnte Mason intentionalistische Ansätze in der NS-Forschung, denen er einen grundlegenden methodologischen Zirkelschluss vorwarf, radikal ab: „Die Ansicht, dass Hitlers Ideen, Intentionen und Taten entscheidend waren, wird in diesen Arbeiten nicht als Argument vorgetragen, sondern als etwas, das gleichzeitig Voraussetzung und Schlussfolgerung ist. (…) Wenn nicht praktisch die gesamte moderne Sozialwissenschaft ein epochal blinder Verbündeter ist, dann kann ‚Hitler‘ keine vollständige oder angemessene Erklärung sein, und zwar nicht einmal für ihn selbst.“
In seinen letzten Lebensjahren investierte Mason einen großen Teil seiner Arbeitskraft in Auseinandersetzungen mit revisionistischen Strömungen in der italienischen Faschismusforschung. Außerdem engagierte er sich in der Debatte um den amerikanischen Historiker David Abraham. Mason nahm die Kritik an Abraham nicht als harte fachliche Kontroverse unter Historikern wahr, sondern sah im „Eifer der Kritiker“ ein Symptom für die sich anbahnende erneute Marginalisierung marxistischer Historiker. Einer seiner letzten Aufsätze (Whatever happened to ‚fascism‘?) plädierte auch vor diesem Hintergrund für eine Neubelebung der vergleichenden Faschismusforschung.

## Schriften (Auswahl)
Monographien
- Arbeiterklasse und Volksgemeinschaft. Dokumente und Materialien zur deutschen Arbeiterpolitik 1936–1939. Westdeutscher Verlag, Opladen 1975.[7]
- Sozialpolitik im Dritten Reich. Arbeiterklasse und Volksgemeinschaft, Opladen 1977 (2. Aufl. 1978).[8]
- Nazism, Fascism, and the Working Class. Essays by Tim Mason. Hrsg. von Jane Caplan, Cambridge / New York 1995.[9]

Aufsätze
- Some Origins of the Second World War, in: Past and Present 29, 1964, S. 67–87.
- Labour in the Third Reich, in: Past and Present 33, 1966, S. 187–191.
- Der Primat der Politik. Politik und Wirtschaft im Nationalsozialismus, in: Das Argument 8, 1966, S. 473–494.
- Nineteenth Century Cromwell, in: Past and Present 49, 1968, S. 187–191.
- Zur Entstehung des Gesetzes zur Ordnung der nationalen Arbeit vom 20. Januar 1934. Ein Versuch über Verhältnis „archaischer“ und „moderner“ Momente in der neuesten deutschen Geschichte, in: Hans Mommsen, Dietmar Petzina und Bernd Weisbrod (Hrsg.): Industrielles System und politische Entwicklung in der Weimarer Republik. Düsseldorf 1974, S. 322–351.
- Zur Lage der Frauen in Deutschland 1930 bis 1940. Wohlfahrt, Arbeit und Familie, in: Gesellschaft. Beiträge zur Marxschen Theorie, 6, Suhrkamp, Frankfurt 1976, S. 118–193.
  - englisch: Women in Germany, 1925–40. Family, Welfare, and Work, in: History Workshop Journal, Heft 1, 1976, S. 74–113 und Heft 2, 1976, S. 5–32.
- National Socialism and the German Working Class, 1925 – May 1933, in: New German Critique 11, 1977, S. 49–93.
- Workers' Opposition in Nazi Germany, in: History Workshop Journal 11, 1981, S. 120–137.
- Die Bändigung der Arbeiterklasse im nationalsozialistischen Deutschland, in: Carola Sachse, Tilla Siegel, Hasso Spode, Wolfgang Spohn: Angst, Belohnung, Zucht und Ordnung. Herrschaftsmechanismen im Nationalsozialismus. Opladen 1982, S. 11–53.
- Injustice and Resistance. Barrington Moore and the Reaction of the German Workers to Nazism, in: R. J. Bullen, Hartmut Pogge von Strandmann, A. B. Polonsky (Hrsg.): Ideas into Politics. Aspects of European History, 1880–1950. London/Sydney 1984, S. 106–118.
- Massenwiderstand ohne Organisation. Streiks im faschistischen Italien und NS-Deutschland, in: Gewerkschaftliche Monatshefte 32, 1984, S. 518–532 (PDF; 165 kB).
- Arbeiter ohne Gewerkschaften. Massenwiderstand im NS-Deutschland und im faschistischen Italien, in: Journal für Geschichte, 1985, S. 28–35.
- History Workshop, in: Passato e Presente 8, 1985, S. 175–1986.
- Il nazismo come professione, in: Rinascita 18, 18. Mai 1985, S. 18–19.
- The Great Economic History Show, in: History Workshop Journal 21, 1986, S. 129–154.
- Italy and Modernisation, in: History Workshop Journal 25, 1988, S. 127–147.
- Gli scioperi di Torino del Marzo 1943, in: Francesca Ferratini Tosi u. a. (Hrsg.): L'Italia nella seconda guerra mondiale e nella Resistenza, Mailand 1988, S. 399–422.
- Debate: Germany, 'Domestic Crisis and War in 1939'. Comment 2, in: Past and Present, 122, 1989, S. 205–221.
- Whatever Happened to 'Fascism'? in: Radical History Review 49, 1991, S. 89–98.
- The Domestic Dynamics of Nazi Conquests. A Response to Critics, in: Thomas Childers, Jane Caplan (Hrsg.): Reevaluating the Third Reich, Holmes and Meier, New York/London 1993, S. 161–189.